# アモロージ
アモロージ（イタリア語: Amorosi）は、イタリア共和国カンパニア州ベネヴェント県にある、人口約2,700人の基礎自治体（コムーネ）。

## 地理

### 位置・広がり
ベネヴェント県西部のコムーネ。県都ベネヴェントから西北西へ28km、州都ナポリから北北東へ42kmの距離にある。

#### 隣接コムーネ
隣接するコムーネは以下の通り。括弧内のCEはカゼルタ県所属を示す。

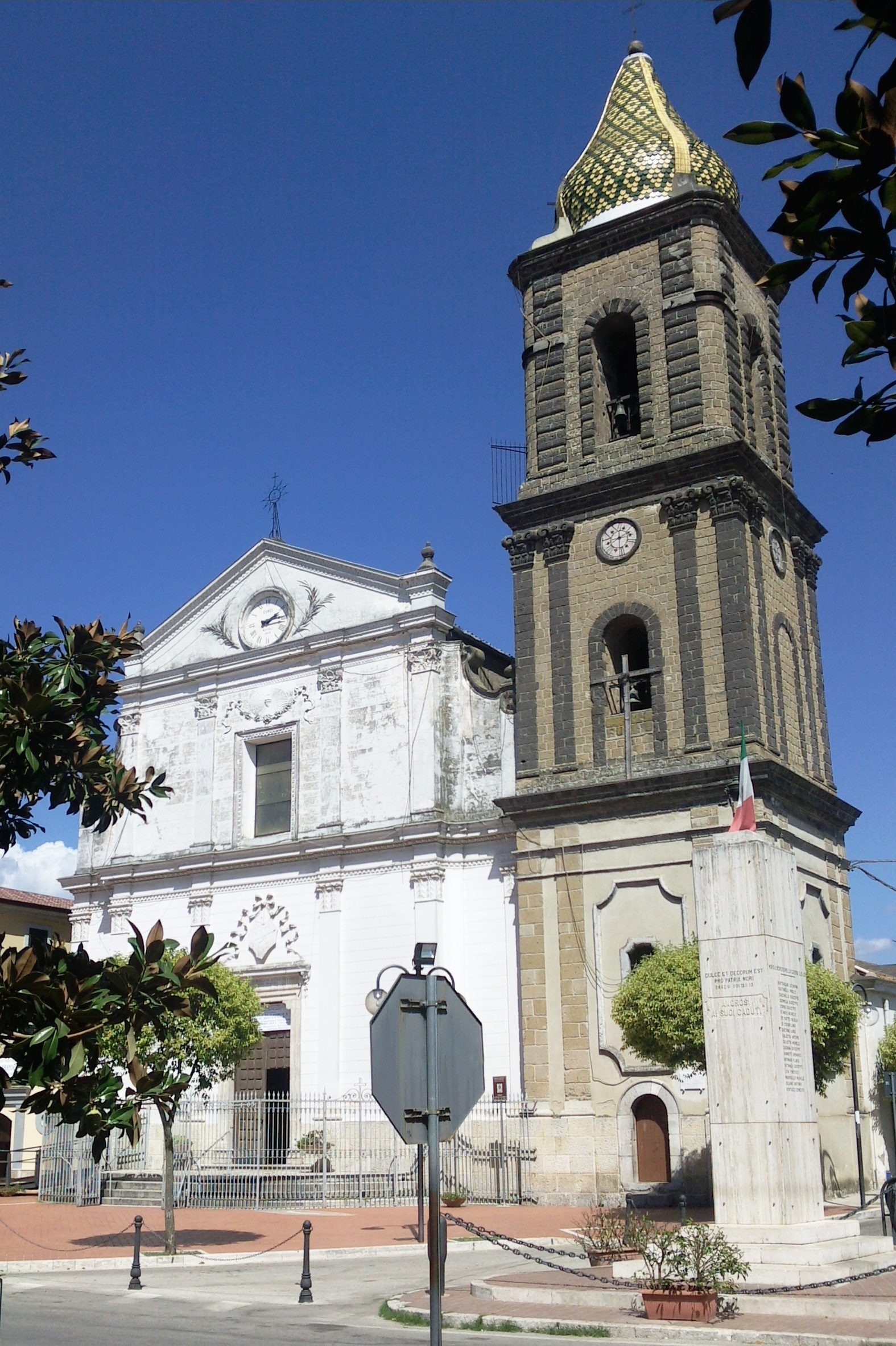
アモロージの教会

- カステル・カンパニャーノ (CE)
- メリッツァーノ
- プリアネッロ
- ルヴィアーノ (CE)
- サン・サルヴァトーレ・テレジーノ
- テレーゼ・テルメ